# Melody (2023)
Melodiya (em persa: ملودی; em tajique: Мелодия) é um filme dramático tajique-iraniano de 2023 escrito, dirigido, produzido e editado por Behrouz Sebt Rasoul. O filme segue uma professora de música, Melody, que quer compor uma peça sincera para crianças que lutam contra o câncer, usando o som de 30 pássaros.
O filme foi selecionado duas vezes como a entrada do Tajiquistão para o Melhor Longa-Metragem Internacional, no 96º e 97º Oscar. Em 2023, o filme não apareceu na lista final porque não foi enviado a tempo; um ano depois, o país enviou oficialmente o filme novamente, que acabou não sendo indicado.

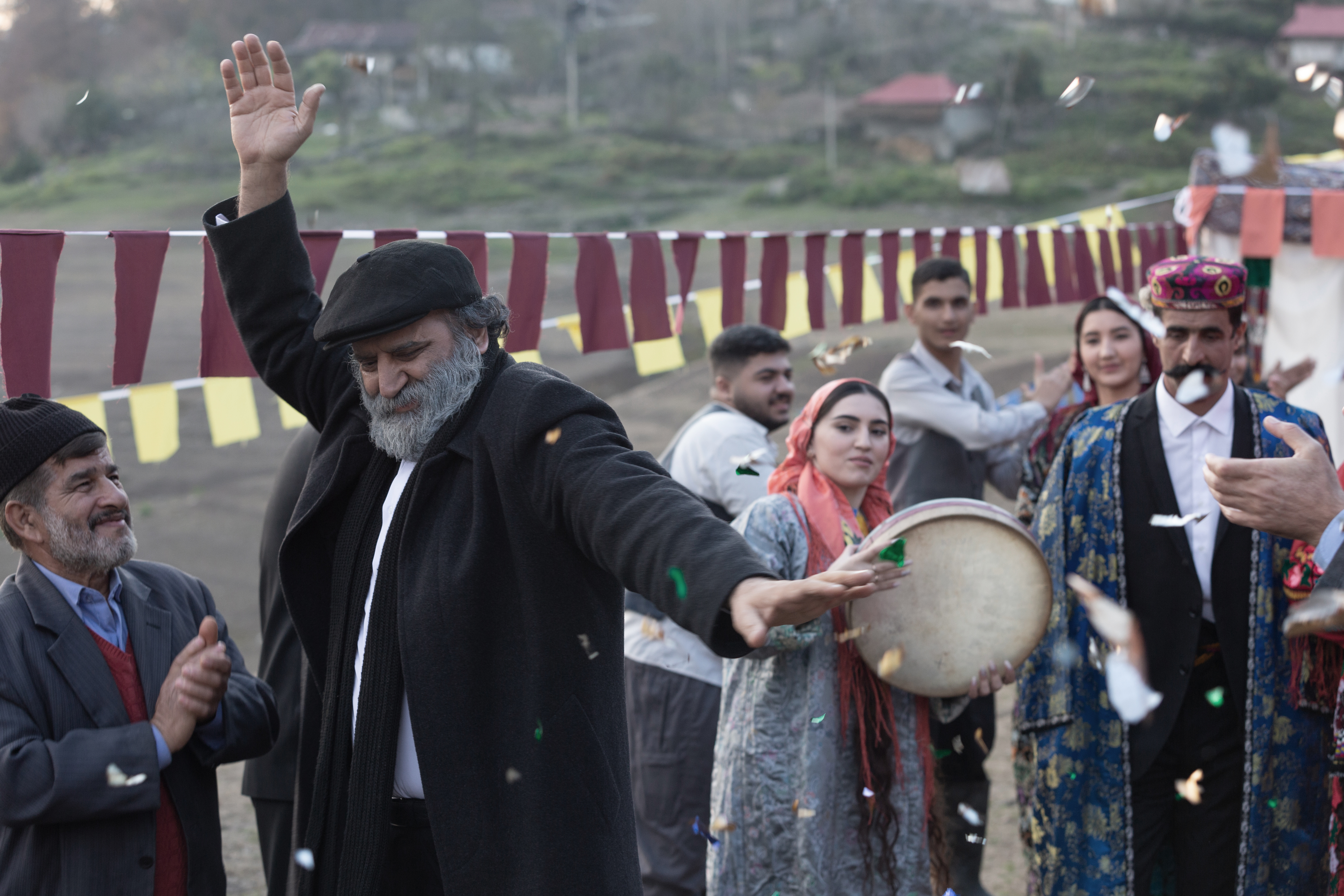
Dance scene

## Sinopse
Em um centro de câncer infantil, Melody ensina música para 30 crianças. Ele quer compor uma peça musical usando os sons de 30 pássaros diferentes. Uma tarefa simples, mas quando eles encontram apenas 20 pássaros, Melody acompanhado por Mango, uma governanta muda, embarcará em um velho cantor que sabe onde estão os outros pássaros que estão sendo caçados.

## Elenco
| Ator              | papel          |
| ----------------- | -------------- |
| Damon Zendi       | melodia        |
| Alireza Ostadi    | Davi           |
| Miqdad islâmico   | manga          |
| Safar Haqdodov    | Grande vila    |
| Zulfiya Sadykova  | Grande vila    |
| Ana senhor        | estreito       |
| Amir Arya Abbasi  | Criança        |
| Dariush Ashrafi   | o médico       |
| Muhaddith Mahdavi | A mãe de Trang |
| Farshid Ghasemi   | Caçador        |

## Lançamento
O filme foi selecionado para ser exibido no 54º Festival Internacional de Cinema da Índia e teve sua primeira exibição internacional na seção Cinema do Mundo. O filme também foi selecionado para o 21º Festival de Cinema de Chennai, a seção de competição do 24º Festival de Cinema de Keswick, o 42º Festival Internacional de Cinema de Fajr, a seção de Competição no 10º Festival de Cinema Iraniano de Zurique de 2024.
Esteve na seção Panorama do 11º Festival da Rota da Seda 2024. O filme participou da seção Competição no 23º Festival Internacional de Cinema ImagineIndia, Madri – Espanha e venceu em três seções e foi indicado em duas seções.
O filme foi lançado no Tajiquistão em 25 de dezembro de 2023. As vendas internacionais foram gerenciadas pela Dreamlab Films da França.